# Schneeleopard
Der Schneeleopard, Irbis oder Unze (Panthera uncia) ist eine Großkatze (Pantherinae) der zentralasiatischen Hochgebirge. Man findet ihn vom Himalaya Nepals und Indiens im Süden bis zum Altai- und Sajangebirge Russlands im Norden sowie vom tibetischen Hochland im Osten bis zum Pamir, Hindukusch und Tianshan-Gebirge im Westen. Er sieht einem Leoparden ähnlich, hat aber ein längeres, meist graues Fell, das in der kalten Jahreszeit besonders dick ist. Im Gegensatz zu anderen Großkatzen brüllt der Schneeleopard nie. Durch die relativ kurze Schnauze und den extrem langen Schwanz unterscheidet sich der Schneeleopard auch äußerlich von anderen Großkatzenarten. Der Schneeleopard lebt als Einzelgänger und ernährt sich in erster Linie von mittelgroßen Huftieren sowie Nagetieren des Gebirges. Er bewohnt felsige und zerklüftete Bergregionen in bis zu 6000 Meter Höhe. Obwohl Schutzgebiete eingerichtet wurden, ist der Bestand der Art durch Wilderei und Rückgang der Beutetiere stark gefährdet.

## Merkmale

### Körperbau

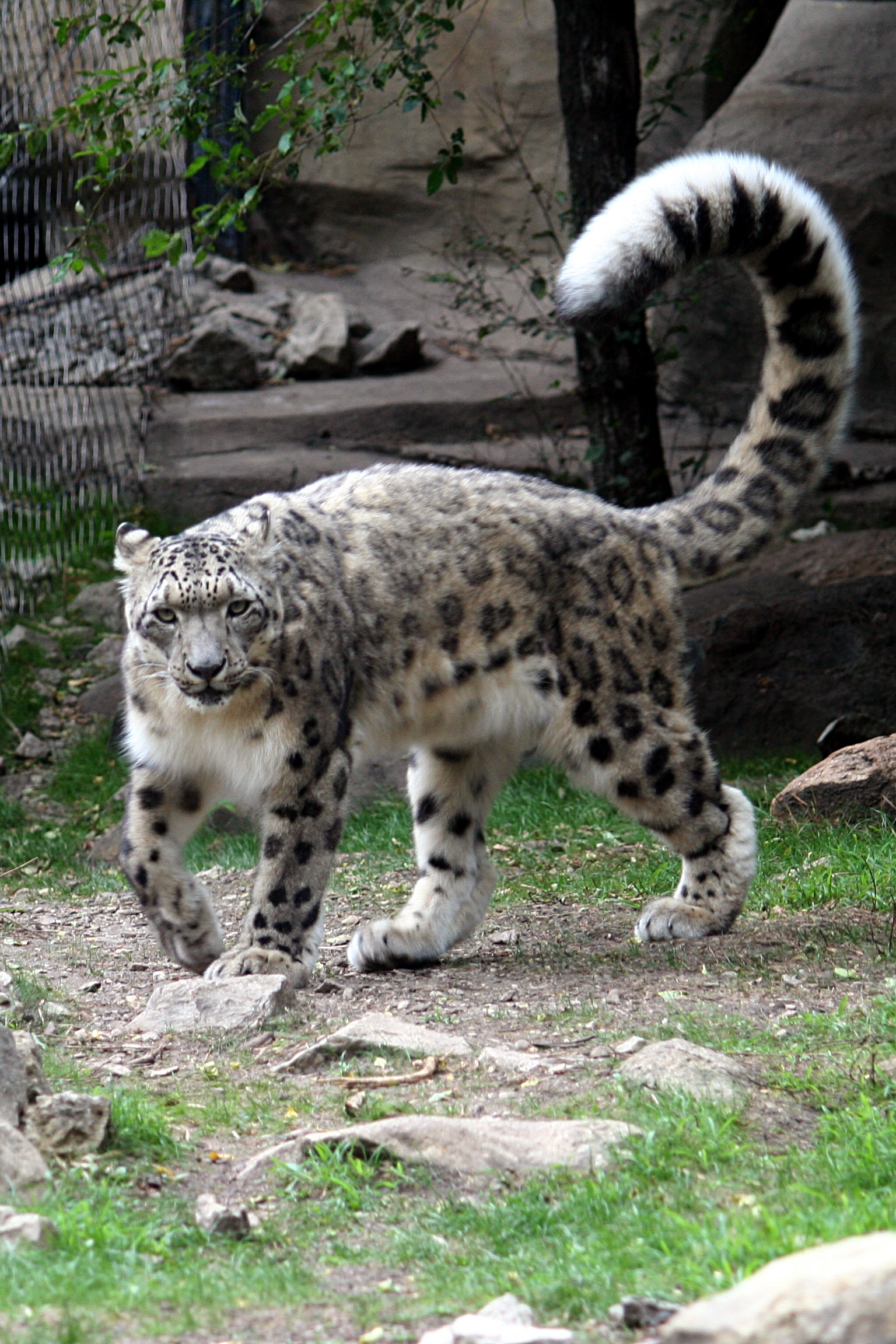
Schneeleopard im Brookfield Zoo

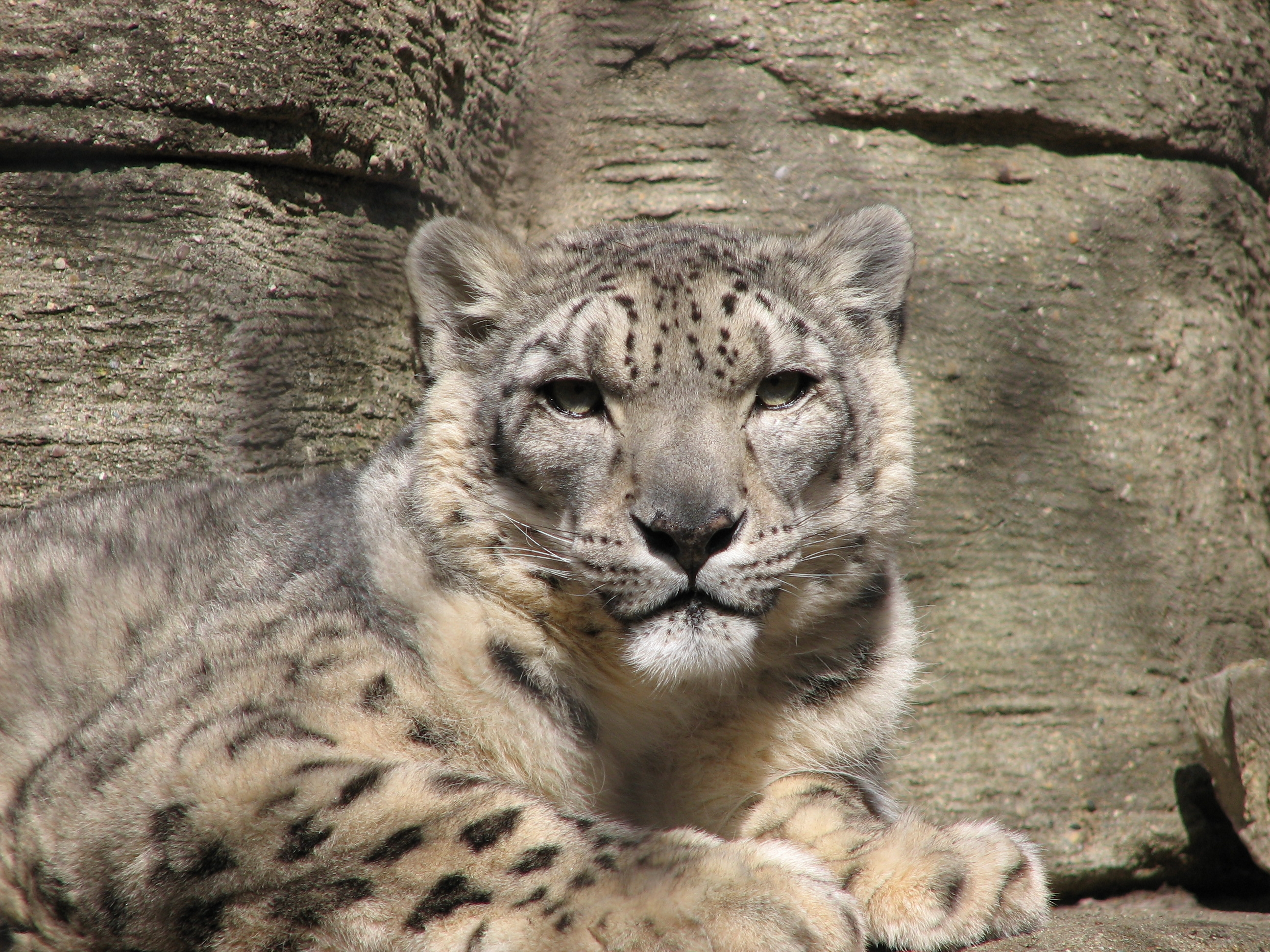
Schneeleopard im Winterfell

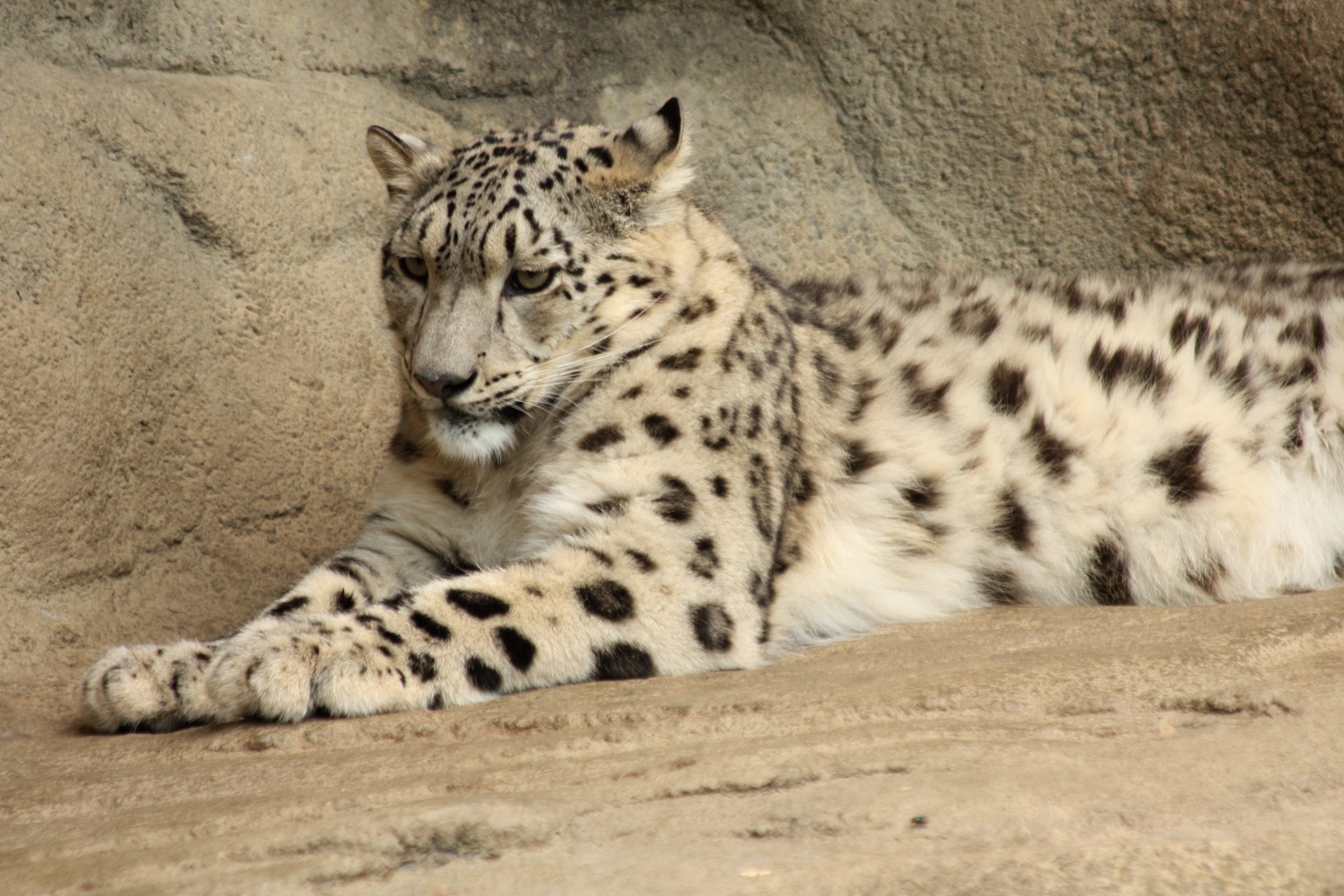
Schneeleopard im Sommerfell

Der Schneeleopard wirkt mit seinem dicken Fell sehr massig, ist jedoch kleiner und leichter als ein durchschnittlicher Leopard (Panthera pardus). Die Kopf-Rumpf-Länge beträgt 80 bis 130 Zentimeter, zuzüglich 80 bis 100 Zentimeter Schwanzlänge. Die Schulterhöhe beträgt um die 60 Zentimeter und das Gewicht variiert zwischen 25 und 75 Kilogramm. Männliche Tiere sind mit durchschnittlich 45 bis 55 Kilogramm deutlich schwerer und größer als Weibchen, die meist zwischen 35 und 40 Kilogramm wiegen.
Der dicht behaarte Schwanz hat eine dicke Fettschicht. Er ist länger als beim Leoparden und misst mehr als drei Viertel der Kopf-Rumpf-Länge. Er übernimmt beim Springen die Funktion eines Steuerruders und hilft dem Schneeleoparden, das Gleichgewicht zu halten. Beim Ruhen dient der Schwanz dem Raubtier als Kälteschutz, indem es sich darin einrollt und das Ende über die Nase schlägt. Der Schneeleopard bewegt sich äußerst sicher in schwierigem Gelände und zeichnet sich durch ein großes Sprungvermögen aus, obwohl sich angebliche Rekordweiten von bis zu 15 Metern kaum belegen lassen. Es sind jedoch Stürze aus größeren Höhen dokumentiert, die überlebt wurden. Dabei kommt Schneeleoparden der Stellreflex der Katze zugute.
Der Kopf ist relativ klein und durch eine kurze Schnauze sowie vergrößerte Nasenhöhlen gekennzeichnet, die vermutlich die Aufgabe haben, kalte Atemluft zu erwärmen. Die sehr großen Pfoten ähneln denen des Luchses und haben eine Art Schneeschuheffekt. Sie sind an den Sohlen mit einem Haarpolster bedeckt, das die Oberfläche zusätzlich vergrößert und so zur besseren Verteilung des Körpergewichtes beiträgt. Das verringert ein Einsinken in Schneefeldern und schützt die Fußsohlen besser vor Kälte.

### Fell
Die Grundfarbe des Schneeleopardfells ist ein helles Grau, das im Kontrast zu den schwarzen Flecken fast weiß aussehen kann. Die Variationsbreite der Färbung reicht von blassgrau bis cremefarben oder rauchgrau; die Unterseite ist heller, oft beinahe weiß. Die dunkelbraunen bis schwarzen Flecken auf Rücken, Flanken und Schwanz haben die Form von Ringen oder Rosetten. Deren Inneres ist heller als der Ring, aber dunkler als das die Ringe umgebende Fell. Nur an Kopf, Hals und Gliedmaßen werden die Rosetten durch Tupfen abgelöst. Das Fell ist zum Schutz vor extremer Kälte sehr dicht und besteht stellenweise aus 4000 Haaren pro Quadratzentimeter. Im Winter erreicht das Fell am Rücken eine Länge von fünf Zentimetern, am Bauch sogar eine Länge von bis zu zwölf Zentimetern. Im Sommer ist es allerdings wesentlich kürzer. Beim Sommerfell tritt die Fellzeichnung deutlicher hervor, die im Winter deutlich verwaschener ist.

## Lebensweise

### Lebensräume
Der Schneeleopard ist ein typischer Bewohner des Gebirges. Hier findet man ihn in verschiedenen Lebensräumen wie Felsgebieten, Gebirgssteppen, Buschland und lichten Nadelwäldern. Dichte Wälder scheint er zu meiden. Im Sommer hält er sich bevorzugt oberhalb der Baumgrenze auf Bergwiesen und in felsigen Regionen auf, wobei er etwa im Himalaya in Höhenlagen bis 6000 Meter aufsteigt. Selbst im Winter, wenn er seinen Beutetieren in niedrigere Lagen folgt, findet man ihn in dieser Region kaum unterhalb von 2000 bis 2500 Meter, im Sommer hält er sich meist oberhalb von 4000 bis 4500 Meter auf. In Nepal etwa bewohnt der Schneeleopard in der Regel die offenen Gebiete oberhalb von etwa 3500 Meter, während der Leopard vor allem in den bewaldeten Gebieten darunter vorkommt. Im Pamirgebirge findet man seine Spuren selbst im Winter auf 4500 bis 5000 Meter. Dabei bewegt sich die Katze allerdings in der Regel auf Gebirgsgraten, die der Wind von einer allzu dicken Schneedecke befreit hat. Vor allem in den nördlichen Teilen des Verbreitungsgebietes findet man den Schneeleoparden auch in weitaus geringeren Höhenlagen. So findet man ihn im Dsungarischen Alatau das ganze Jahr über auf 600 bis 1000 Meter Höhe. Auch in den Gebirgen des Aktau findet man ihn in recht niedrigen Höhen von 1000 bis 1500 Meter. Nur selten werden Schneeleoparden weitab von Gebirgen gesichtet. Ein Tier wurde etwa im Winter 1957/58 am Nordufer des Balchaschsees gesichtet. Es muss also 600 Kilometer durch Flach- oder Hügelland zurückgelegt haben. In der Mongolei existieren Berichte über Schneeleoparden in Felsformationen des Flachlands auf nur 100 Meter Höhe. Generell bevorzugt der Schneeleopard überall felsige und steile Gebiete. In der Südwest-Mongolei bevorzugt er beispielsweise zerklüftete Bereiche und Hänge mit Steigungen von über 20°, während er weniger zerklüftete und eher hügelige Geländeformationen seltener aufsucht. Als Ruhelager sucht der Schneeleopard Felshöhlen oder unzugängliche Felsspalten auf, gelegentlich aufgegebene Nester von Geiern.

### Ernährung

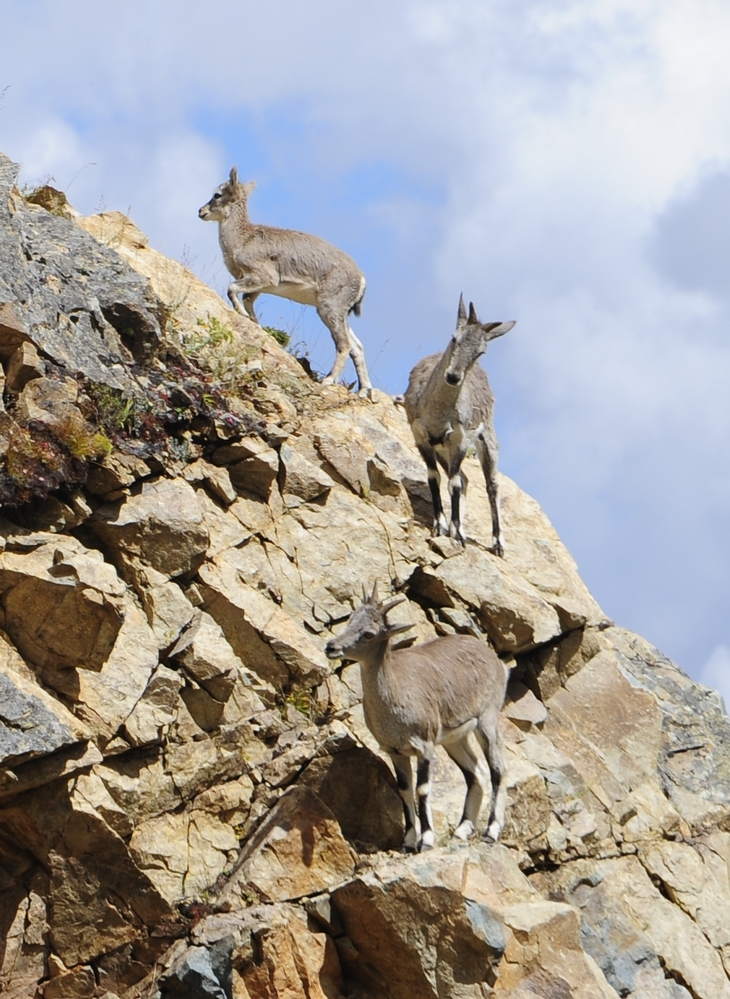
Blauschafe zählen zu den wichtigsten Beutetieren.

Zu den wichtigsten Beutetieren des Schneeleoparden gehören je nach Region Blauschafe, Argalis, Steppenschafe, Steinböcke, Schraubenziegen, Tahre, Murmeltiere, Pfeifhasen und verschiedene Vögel. In einigen Gebieten zählen auch Arten, die nicht explizit mit Hochgebirgslebensräumen assoziiert sind, zu den Beutetieren, etwa Halbesel, Moschustiere, Wildschweine, Hirsche und Gazellen. Schneeleoparden reißen auch Haustiere wie Schafe, Ziegen, Yaks, Rinder, Esel und Pferde. Anscheinend frisst der Schneeleopard mit Vorliebe auch bestimmte Pflanzen. So finden sich im Kot des Schneeleoparden immer wieder größere Mengen an pflanzlichem Material, darunter vor allem Zweige von Rispelsträuchern und Tamarisken.
Eine Studie, die zwischen 2007 und 2009 im Himalaya- und Karakorumgebiet im Norden Pakistans (Baltistan) durchgeführt wurde, kam zum Ergebnis, dass hier 70 Prozent der Gesamtbeutetiermasse aus Haustieren, vorwiegend Schafen, Ziegen, Rindern und Yaks, besteht. Nur etwa 30 Prozent der Nahrung machen Wildtiere, vor allem Sibirische Steinböcke, Schraubenziegen und Vögel aus. Eine Orientierung der Ernährung hin zu menschlichen Nutztieren kann man in vielen anderen Lebensräumen des Schneeleoparden beobachten, Ursache sind die rückläufigen Bestände an natürlichen Beutetieren. Im Pin Valley-Nationalpark in Himachal Pradesh (Nordindien), der über relativ gute Bestände an Sibirischen Steinböcken verfügt, machen natürliche Beutetiere etwa 58 Prozent der Nahrung aus. Dagegen bestehen im benachbarten Kibber-Wildreservat, in dem natürliche Beutetiere seltener, Haustiere dagegen häufiger vorkommen, nur 42 Prozent der Nahrung aus natürlichen Beutetieren, vorwiegend Blauschafen. In beiden Reservaten fehlt zudem das Murmeltier, das in anderen Gebieten einen großen Teil der Nahrung des Schneeleoparden ausmachen kann. Insgesamt scheinen Schneeleoparden in Gebieten, in denen Murmeltiere ausgerottet wurden, besonders stark auf Haustiere als Nahrung zurückzugreifen.
Im nepalesischen Annapurna-Gebiet ist das Blauschaf das Hauptbeutetier, während im Everest-Gebiet Nepals der Himalaya-Tahr und Moschustiere die wichtigsten natürlichen Beutetiere darstellen. Aber auch hier machen Nutztiere einen relativ großen Anteil der Nahrung aus. In der Mongolei stellen vor allem Sibirische Steinböcke eine wichtige Beute dar. So findet man die Katze hier meist in Gebieten, die von Steinböcken bewohnt sind. Daneben zählen in der Mongolei Halbesel, Kropfgazellen, Argalis, Tolai-Hasen, Altaikönigshühner und Chukar-Steinhühner zu den nachgewiesenen Beutetieren. Steinböcke bilden neben Argalis auch im Tienshangebirge die wichtigsten Beutetiere. Im Sommer werden dort häufig Rehe erlegt. Im Pamir sind Rehe offenbar sogar die wichtigste Beute.
Auf der Jagd wandert der Schneeleopard häufig über Gebirgsgrate und folgt Flussläufen oder den Wanderrouten seiner Beute. Ansonsten lauert er ihr aus einem Hinterhalt an Wildwechseln, Salzlecken oder Wasserstellen auf. Sobald er potentielle Beutetiere ausgemacht hat, versucht er den Abstand zwischen sich und seinem Opfer auf wenige zehn Meter zu reduzieren. Oft werden erhöhte Felsen als Ansitz genutzt, so dass er seine Opfer von oben überraschen kann. Ansonsten sucht er beim Anschleichen Deckung zwischen Felsen und Geröll. Der Angriff erfolgt in großen etwa sechs bis sieben Meter langen Sätzen, wird aber häufig nach wenigen Sätzen erfolglos abgebrochen. Die Verfolgung kann sich aber auch über 200 bis 300 Meter einen Hang hinab erstrecken. Wenn das Opfer erreicht ist, wird es niedergerissen, mit den Vorderbeinen zu Boden gedrückt und meist durch einen Biss in Kehle oder Hals getötet. Um die Beute vor Geiern und Krähen zu verbergen, schleift der Schneeleopard sie meist in ein Versteck, etwa unter Felsen oder Büsche. Die Katze hält sich häufig einige Tage in der Nähe eines größeren Risses auf und kehrt dabei immer wieder zur Beute zurück. Oft werden die Reste der Mahlzeit aber auch von anderen Räubern, wie Wölfen oder Bären verzehrt. In Gefangenschaft benötigt ein Schneeleopard etwa 1,5 Kilogramm Fleisch pro Tag.

### Territorialität und Populationsdichte

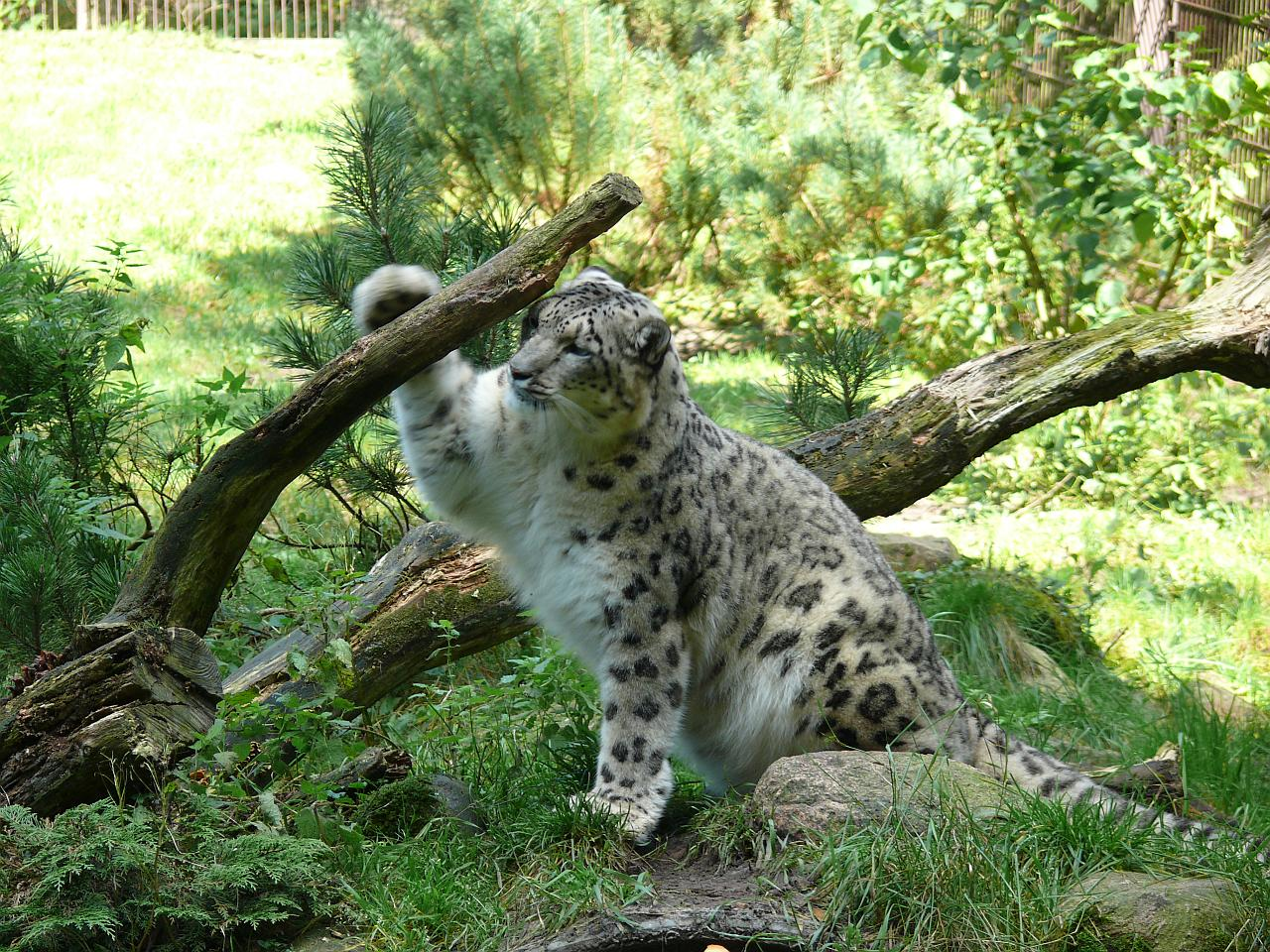
Schneeleopard

Die Größe des Streifgebietes richtet sich nach der Anzahl der verfügbaren Beutetiere. Da die Beutetiere im Hochgebirge meist nur in sehr geringen Populationsdichten vorkommen, nutzen Schneeleoparden in vielen Regionen riesige Flächen. Ein Revier umfasst in einem guten Jagdgebiet 20 bis 40 Quadratkilometer und in beutearmen Regionen wie der Mongolei bis zu 1000 Quadratkilometer. Die Territorien von Männchen und Weibchen überlappen einander oft beträchtlich.
Bis in die 1980er Jahre war über das Leben des Schneeleoparden in freier Wildbahn, insbesondere die Größe der Reviere und die Aktivitätszeiten, so gut wie nichts bekannt. Das wenige vorhandene Wissen stammte vor allem aus den Interpretationen von Spuren und den Berichten von Jägern. Die erste umfassende Studie, die detailliertere Informationen zur Lebensweise lieferte, wurde in den Jahren 1982 bis 1985 im Shey-Phoksundo-Nationalpark im westlichen Nepal durchgeführt. Dabei wurde mittels Radiotelemetrie gearbeitet und insgesamt fünf Schneeleoparden mit Sendern markiert. Die Größe der Streifgebiete variierte hier zwischen 12 und 39 Quadratkilometer, wobei teilweise große Überlappungen auftraten. In der Regel hielten die Individuen aber mindestens zwei Kilometer Abstand zueinander. Es gab keine Hinweise auf ein Patrouillieren an den Reviergrenzen. Die meiste Zeit brachten die Tiere in den Kernzonen der Streifgebiete zu. Eine saisonale Verschiebung der Streifgebiete konnte in diesem Gebiet ebenfalls nicht beobachtet werden.
Eine weitere recht umfassende Studie mit Hilfe von Radiotelemetrie wurde in den Jahren 1994 bis 1997 im Mongolischen Altai, nordöstlich des Großen Gobi-B-Schutzgebietes durchgeführt. Die Streifgebiete lagen dabei zwischen 14 und 142 Quadratkilometer. Die meisten Positionen wurden in konventioneller Weise vom Boden aus ermittelt, wodurch die Tiere bisweilen nicht geortet werden konnten, weil sie sich außerhalb des Empfangsbereiches aufhielten. Dies führte letztendlich zu einer Unterschätzung der tatsächlichen Reviergröße. Ergänzend wurde in dieser Studie daher zusätzlich Satellitentelemetrie eingesetzt, bei der die Reichweite oder störende Bergketten unproblematisch sind. Mit dieser Methode ergab sich für ein Weibchen, das nach den vom Boden aus durchgeführten Messungen ein Streifgebiet von 58 Quadratkilometer hatte, ein Streifgebiet von etwa 1600 Quadratkilometer. Bei Hinzunahme der äußersten Ausreißer ergäbe sich sogar ein Areal von etwa 4500 Quadratkilometer, was aber wohl über dem regelmäßig aufgesuchten Streifgebiet liegt. Reviere in der Größenordnung von mehreren hundert Quadratkilometern decken sich besser mit dem, was nach den recht niedrigen Beutetierbeständen zu erwarten ist. Die Schneeleoparden leben in dem Gebiet vor allem von Sibirischen Steinböcken, deren Bestandsdichte hier bei etwa einem Tier pro Quadratkilometer liegt. Berechnet man die potentiell benötigte Reviergröße bei dieser Beutetierdichte, ergibt sich ein durchschnittliches Streifgebiet von etwa 130 bis 260 Quadratkilometer, bei überlappenden Revieren von durchschnittlich jeweils drei Tieren etwa 380 bis 770 Quadratkilometer, was mit den über Satellitentelemetrie ermittelten Daten recht gut übereinstimmt.
An häufig begangenen Wegen markiert der Schneeleopard sein Revier mit Kratzspuren, Kot und einem Duftsekret. Meist hält er sich etwa sieben bis zehn Tage in einem begrenzten Gebiet auf, um dann in einen anderen Teil des Reviers zu wechseln. Der Schneeleopard galt gemeinhin eher als Nachttier, ist jedoch oft auch am Tage und vor allem in der Dämmerung aktiv. Als Unterschlupf sucht er häufig in Grotten oder Felshöhlen Schutz, deren Boden nach einer gewissen Zeit mit einer dicken Schicht aus Haaren gepolstert ist.

### Fortpflanzung und Lebensdauer

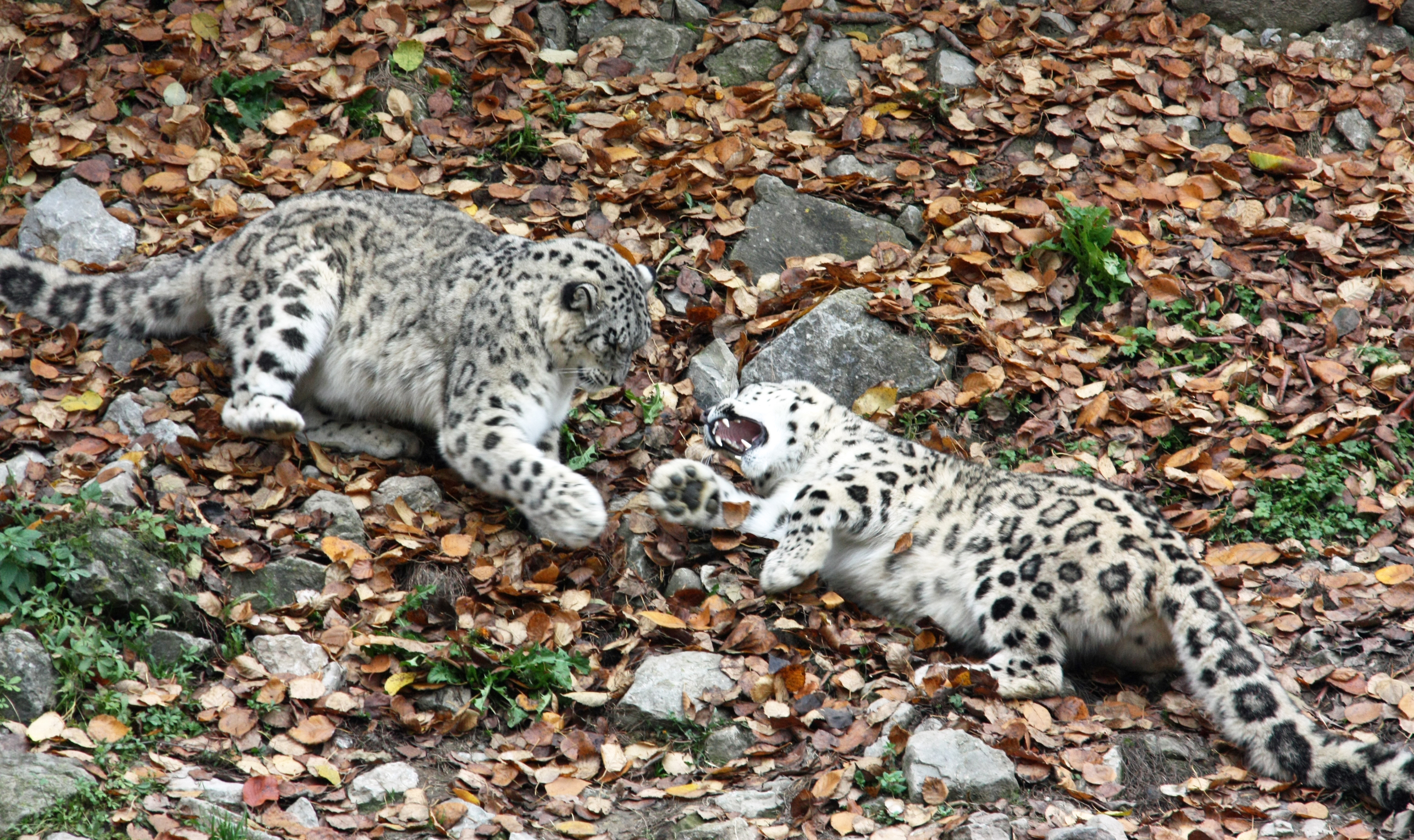
Schneeleopardin und Jungtier

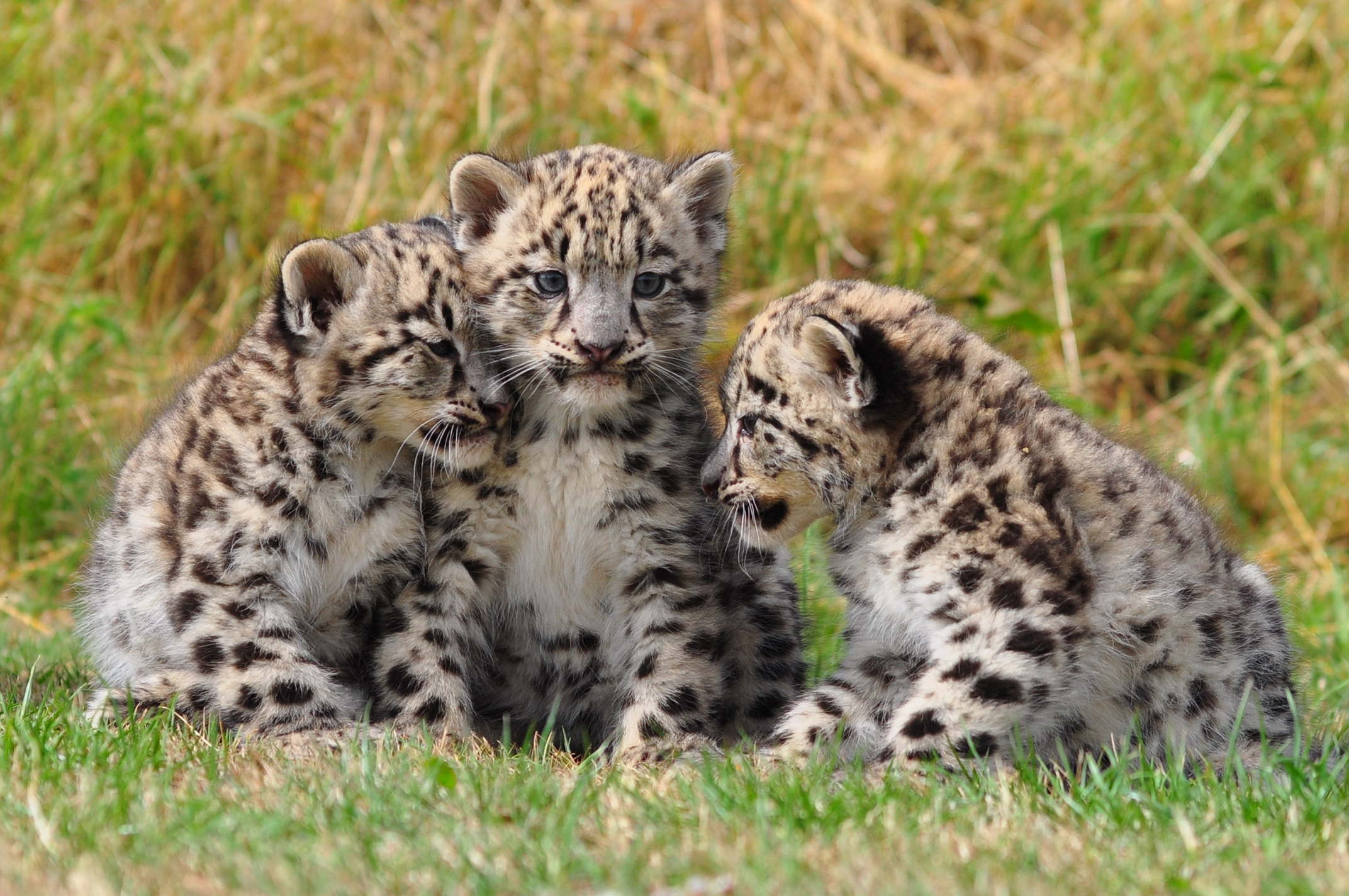
Junge Schneeleoparden

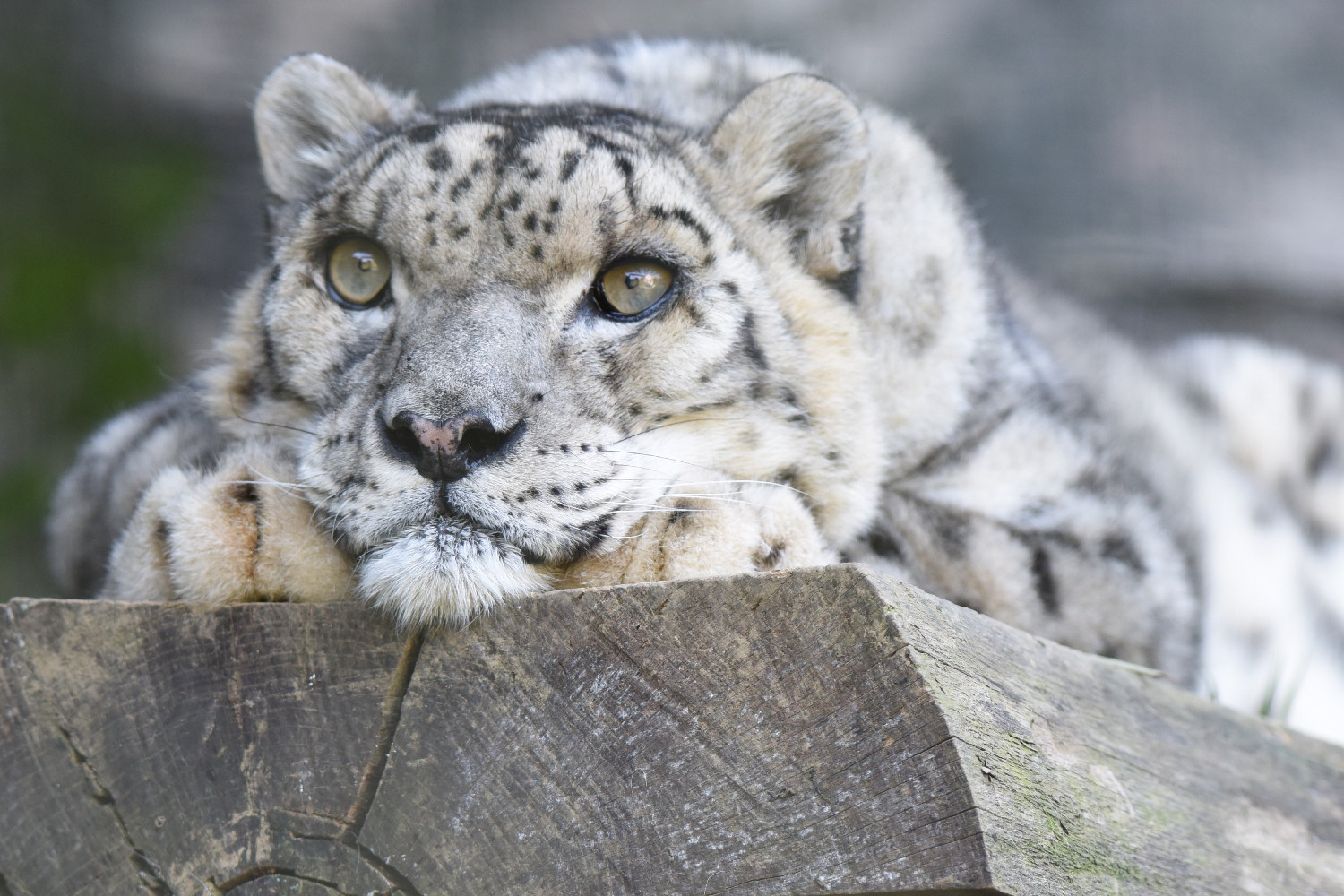
Hochbetagter Schneeleopard (Shynghyz)

Schneeleoparden sind Einzelgänger und kommen nur zur Paarungszeit zwischen Januar und März zusammen. Dabei setzen die Tiere vermehrt Duftmarken und stoßen Paarungsrufe aus. Diese jahreszeitlich festgelegte Paarungszeit ist für Großkatzen einmalig. Der Paarungsruf ist ein langgezogenes Heulen.
Beobachtungen in Gefangenschaft zeigen, dass der Östrus des Weibchens in der Regel fünf bis acht Tage dauert. Die Paarungen finden in einer kurzen Zeitspanne von drei bis sechs Tagen statt, wobei die Partner etwa 12 bis 36 mal pro Tag kopulieren. Ein Geschlechtsakt dauert dabei jeweils 15 bis 45 Sekunden. Die Jungen werden nach einer Tragzeit von rund 94 bis 103 Tagen geboren. Im Wurf befinden sich ein bis fünf, meist zwei bis drei Junge, die zwischen April und Juni, in der Wildnis meist im Schutz einer Felshöhle, zur Welt kommen. Diese ist mit den Haaren des Muttertieres ausgepolstert. Die Jungen sind bei der Geburt sehr dunkel behaart, blind und wiegen etwa 450 Gramm. Nach etwa sieben Tagen öffnen sie die Augen, und nach etwa zwei Monaten nehmen sie erstmals feste Nahrung zu sich. Sie bleiben 18 bis 22 Monate bei der Mutter, wodurch zwischen zwei Würfen mindestens zwei Jahre liegen.
Im Alter von zwei bis vier Monaten beginnen die Jungen, ihre Mutter auf die Jagd zu begleiten. Anfangs sind sie allerdings eher ein Hindernis als eine Hilfe für das Muttertier. In Gefangenschaft sind Schneeleoparden mit etwa zwei bis drei Jahren geschlechtsreif, vermehren sich allerdings selten vor dem vierten Lebensjahr. Angaben zum durchschnittlichen oder maximalen Alter wildlebender Individuen liegen nicht vor; in Gefangenschaft wurde der älteste bekannte Schneeleopard, der Kater Shynghyz in Japan, 25 Jahre alt.

### Natürliche Feinde, Krankheiten und Parasiten
Der wichtigste natürliche Feind und gleichzeitig größter Konkurrent ist der Wolf, in den südlichen Teilen des Verbreitungsgebietes ist darüber hinaus auch der Leopard ein großer Konkurrent.
Wie stark Schneeleoparden in freier Wildbahn unter Krankheiten und Parasiten leiden, ist nicht genau untersucht. Fälle von Tollwut wurden bekannt. In Gefangenschaft sterben Jungtiere häufig an Magen-Darm-Entzündungen. In einem Zoo in Japan wurde im Jahr 2003 erstmals ein Herzwurm nachgewiesen.

## Verbreitungsgebiet und Bestand

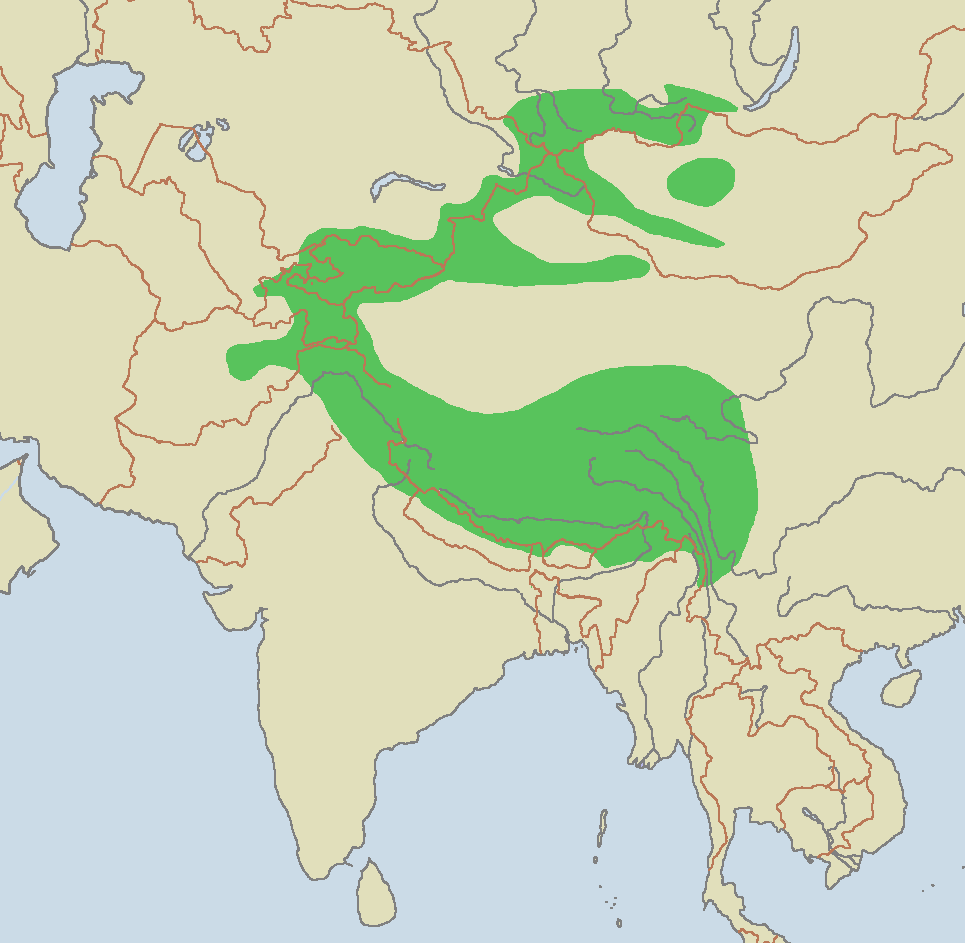
Verbreitungsgebiet des Schneeleoparden

Der Schneeleopard bewohnt die Hochgebirge Zentralasiens. Im Himalaya ist er ebenso zu Hause wie im Hindukusch, Pamir, Kunlun, Tianshan, Altai und benachbarten Gebirgszügen.
Die nördlichsten Vorkommen liegen im Gebiet des Baikalsees, im Osten reicht das Verbreitungsgebiet bis Osttibet, im Süden bildet der Himalaya die Verbreitungsgrenze und im Westen der Hindukusch. Der größte Teil des Verbreitungsgebietes liegt in Tibet und anderen Teilen der Volksrepublik China.
Schneeleoparden leben in zwölf Ländern. Unklar ist, ob die Katze auch in Myanmar an der Grenze zu China vorkommt, wo zumindest potentielle Lebensräume existieren.
Schätzungen gehen von insgesamt 4000 bis 6600 wild lebenden Individuen aus, die sich auf eine Fläche von 1,8 Millionen Quadratkilometern verteilen. Davon gelten 550.000 Quadratkilometer als sehr gutes Habitat. Das potentielle Verbreitungsgebiet wird auf drei Millionen Quadratkilometer geschätzt.

### Bedrohung

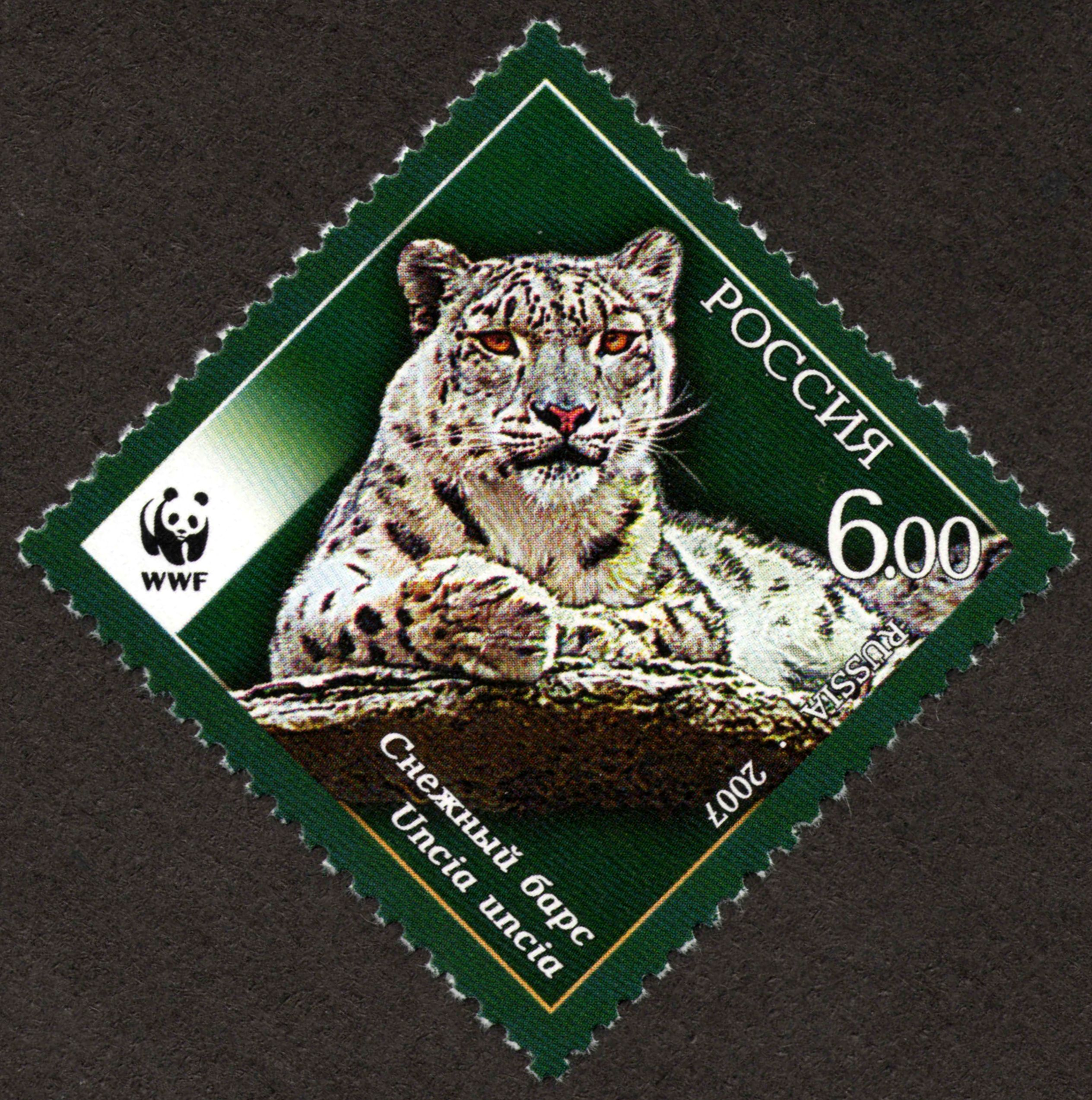
Gefährdeter Schneeleopard auf russischer Briefmarke

Die illegale, aber lukrative Pelzjagd hat die Bestände dieser Raubkatze erheblich reduziert. Auch die Knochen des Schneeleoparden sind in der Traditionellen Chinesischen Medizin begehrt und erzielen hohe Preise. Außerdem wird er verfolgt, weil er gelegentlich Haustiere schlägt. In allen Staaten seines Verbreitungsgebiets steht der Schneeleopard unter Schutz, doch Wilderei ist ein Problem, das ihn weiter gefährdet. Die Bejagung seiner natürlichen Beutetiere durch den Menschen stellt ebenfalls eine ernste Bedrohung für die Katze dar. In weiten Teilen seines Verbreitungsgebietes ist der Schneeleopard heute sehr selten geworden. Die Art wurde von der IUCN bis 2017 als endangered (stark gefährdet) geführt, dann wurde ihr Bedrohungsstatus als vulnerable (gefährdet) eingestuft, da die geschätzte Anzahl der ausgewachsenen Individuen größer als 2500 ist und angenommen wird, dass der Bestand in 22,6 Jahren sich um höchstens 10 % verringert.
Der Schneeleopard wurde bereits 1985 auf Vorschlag Deutschlands auf den Anhang I der UN-Konvention zum Schutz der wandernden Tierarten gesetzt. Mit Ausnahme des tibetischen Plateaus befinden sich alle Schneeleopardenpopulationen genau in den Hochgebirgszügen, die sowohl die natürlichen als auch die nationalstaatlichen Grenzen zwischen den zwölf Herkunftsländern bilden: Himalaja, Hindukusch/Karakorum, Tianshan und Altai. Im gesamten Verbreitungsgebiet der Schneeleoparden fehlt es eklatant an transnationaler Kooperation. Gerade in den Grenzregionen sind Schneeleoparden durch Wilderei und den Mangel an Beutetieren bedroht. Darüber hinaus häufen sich die Hinweise, dass in den Grenzregionen Angehörige des Militärs und Grenzposten sowohl Beutetieren als auch Schneeleoparden nachstellen. Der NABU fordert daher grenzüberschreitende Schutzmaßnahmen für den bedrohten Schneeleoparden und begrüßt die Initiative Tadschikistans, im Rahmen der Vertragsstaatenkonferenz konkrete grenzüberschreitende Schutzmaßnahmen in einem Abkommen festzuschreiben.
Eine große Gefahr für den Schneeleoparden liegt darin, dass er bei den Viehzüchtern seiner Heimatregionen als Viehdieb ungeliebt ist und vielerorts auch verfolgt wird. Strategien zur Vermeidung von Angriffen auf Haustiere sind ein Schlüssel zum Schutz der bedrohten Katze. Besonders in Gebieten mit niedrigen Beständen an natürlichen Beutetieren greift der Schneeleopard häufig auf Haustiere als Nahrungsgrundlage zurück. Daher sind der Schutz von wilden Huftieren und Ausgleichszahlungen für geschädigte Viehzüchter entscheidend für den Erhalt des Schneeleoparden.

### Vorkommen nach Staaten
| Land          | Bestandsgröße | Jahr der Angabe |
| ------------- | ------------- | --------------- |
| Afghanistan   | < 100         | 2003            |
| Bhutan        | 100–200       | 1994            |
| China         | 2000–2500     | 1998            |
| Indien        | 200–600       | 1994            |
| Mongolei      | 500–1000      | 2000            |
| Nepal         | 300–400       | 2009            |
| Pakistan      | 200–420       | 2003            |
| Russland      | 150–200       | 2003            |
| Kasachstan    | ca. 200       | 2001            |
| Kirgisistan   | > 200?        | 2001            |
| Tadschikistan | 180–220       | 2003            |
| Usbekistan    | 20–50         | 2003            |

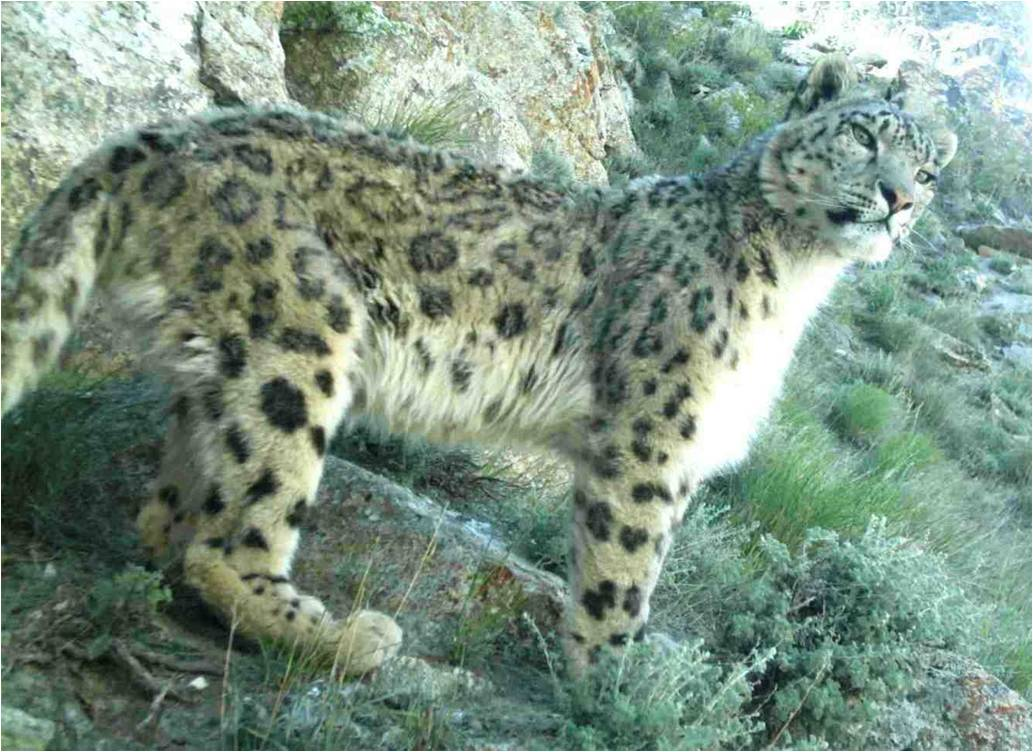
Schneeleopard in Afghanistan (Wachan-Distrikt)

- Für Afghanistan, wo der Schneeleopard im Pamir und Hindukusch vorkommt, liegen kaum Angaben zur Population vor. Die Katzen dürften ebenso wie ihre Beutetiere durch den jahrzehntelangen Krieg starke Einbußen erfahren haben. Zum Verbreitungsgebiet gehören der Wachankorridor und die südlichen Teile Badakhshans, wo er etwa aus Zebak nachgewiesen ist. Angebliche Vorkommen im Ajar-Tal sind dagegen unbestätigt.[18]

- In Bhutan befinden sich etwa 15.000 Quadratkilometer Lebensraum für Schneeleoparden. Es dürfte demzufolge etwa 100 Tiere beherbergen. Der wichtigste Nationalpark für den Schneeleoparden ist der Jigme-Dorji-Nationalpark.[18]

- China ist das Land mit der größten Zahl an Schneeleoparden und verfügt über 300.000 Quadratkilometer potentiell gutes Schneeleopardenhabitat.[24] Insgesamt werden über eine Million Quadratkilometer als geeignet eingeschätzt. Die Gesamtpopulation wurde für das Jahr 1994 auf 2000 bis 2500 Tiere geschätzt. Der Schneeleopard kommt innerhalb Chinas in den Provinzen beziehungsweise Autonomen Gebieten Tibet, Xinjiang, Qinghai, Gansu, Sichuan und Yunnan vor. In der Inneren Mongolei steht er kurz vor dem Aussterben. In Gansu sind die meisten Populationen ebenfalls drastisch gesunken. Einige Teilpopulationen, etwa jene im Mazong Shan und weiteren nördlichen Gebirgen der Provinz, sind völlig ausgestorben. Kleinere Restbestände halten sich in Gansu noch im Yanchiwan-Naturreservat und im Qilian Shan-Naturreservat. Über die Vorkommen in Sichuan und Yunnan am südöstlichen Rand des Schneeleoparden-Verbreitungsgebietes liegen kaum Daten vor.[18] Kürzlich konnte die Art allerdings durch Kamerafallen im Wolong-Naturschutzgebiet nachgewiesen werden.[25] In den gewaltigen Schutzgebieten der zentralen tibetischen Hochländer, etwa im Changtang-Naturreservat und im Arjinshan-Naturreservat, sind Schneeleoparden relativ selten, was auf die geringen Blauschafbestände und die wenigen Steilhänge in diesem Gebiet zurückzuführen sein dürfte. Im Autonomen Gebiet Tibet scheinen vor allem im Westteil und an der Grenze zu Nepal und Indien größere Bestände vorzukommen. So verfügt das Qomolangma-Naturreservat über eine recht gute Population.[18] Im Uigurischen Autonomen Gebiet Xinjiang wurde die Gesamtpopulation in drei Reservaten in den 1980er Jahren auf etwa 750 Tiere geschätzt, von denen etwa 15 im Tomur-Naturreservat im Tian Shan lebten.[26] In diesem Schutzgebiet, das eines der größten Schneeleopardenreservate Nordwestchinas darstellt, konnte sich die Population mittlerweile erholen. Zwei Untersuchungen der Jahre 2004 und 2005 kamen auf schätzungsweise 40 bis 65 beziehungsweise 80 bis 130 Tiere im Reservat.[27][28][29] Im Tian Shan erstreckt sich das Verbreitungsgebiet bis zur mongolischen Grenze. Daneben kommen Schneeleoparden in Xinjiang auch im Altai, im Arjin Shan und Kunlun, die die Nordgrenze des Tibetischen Plateaus bilden, und außerdem im Pamir und Karakorum an den westlichen Grenzgebieten zu Tadschikistan, Afghanistan und Pakistan vor. Eines der wichtigsten Reservate im Karakorum ist das Taschkorgan-Reservat, wo 1987 noch 50 bis 57 Schneeleoparden vermutet wurden.[30] Hier ist die Zahl aufgrund der sinkenden Beutetierbestände allerdings inzwischen gesunken.[31] In Qinghai wurde die Gesamtpopulation in den 1980er Jahren auf etwa 650 Tiere geschätzt.[18]

- In Indien kommt der Schneeleopard nur in den Hochgebirgszonen im Norden des Landes vor. Das Land beherbergte in den 1980er Jahren vermutlich etwa 500 Schneeleoparden auf etwa 95.000 Quadratkilometer Fläche. Davon lebt der weitaus größte Teil in Ladakh, wo etwa im Hemis-Nationalpark eine große Population lebt.[18] Im Gebiet des Spiti-Flusses im Norden der Provinz Himachal Pradesh ernähren sich Schneeleoparden zu großen Teilen von Haustieren. Dennoch wird die Katze hier, vor allem aus religiösen und kulturellen Gründen, kaum verfolgt.[13]

- In Kasachstan bewohnt der Schneeleopard nur die Gebirge am Südost- und Ostrand des Landes. Kleinere Populationen existieren etwa im Dsungarischen Alatau. Die meisten Tiere leben im Grenzgebiet zu Kirgistan in verschiedenen Ketten des Tienshan.[32] Die einzigen stabilen Populationen in Kasachstan befinden sich offenbar im Almaty-Naturreservat und im Aksu-Jabagly-Naturreservat.[33]

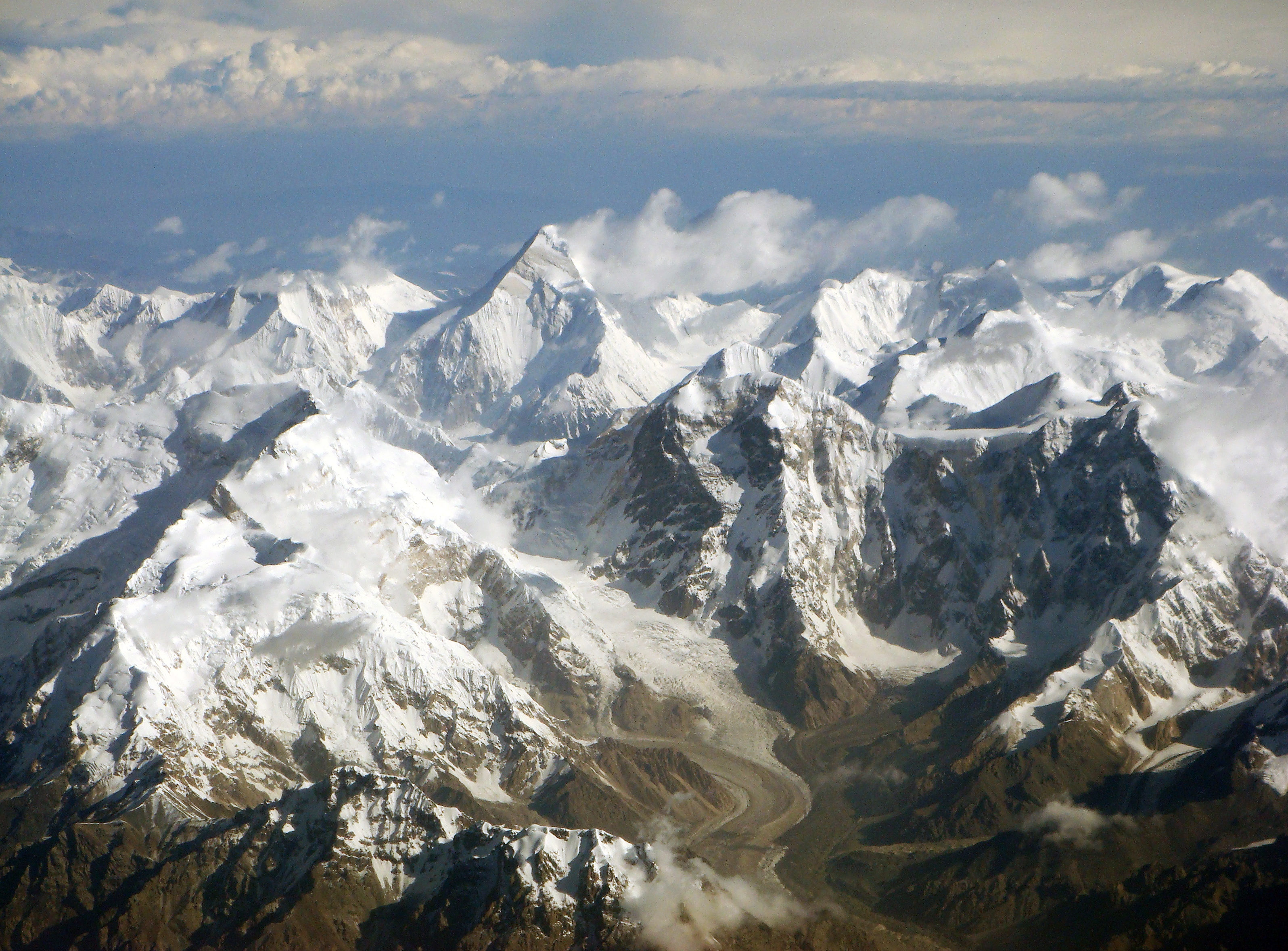
Tienshangebirge

- In Kirgistan bewohnt der Schneeleopard den Talas-Alatau, die Ferghanaberge und die Ketten Tienshan. Das gebirgige Land verfügt über 65.800 Quadratkilometer Schneeleopardenhabitat und könnte Schätzungen zufolge etwa 800 dieser Großkatzen beherbergen. Schutzgebiete, in denen Schneeleoparden vorkommen, sind das Issyk-Kul-Reservat, das Sarychat-Ertash-Naturreservat und der Ala-Artscha-Nationalpark.[32]

- In der Mongolei, wo der Schneeleopard nur in den Gebirgen der Westhälfte des Landes vorkommt, ist er immer noch recht weit verbreitet. Der Gesamtbestand des Schneeleoparden in der Mongolei wird auf etwa 1000 Tiere geschätzt, womit das Land etwa 13–22 % des Weltbestands beherbergt. Das gesamte Verbreitungsgebiet im Land umfasst etwa 130.000 Quadratkilometer.[34] Die wichtigsten Gebirgsketten der Mongolei mit Vorkommen von Schneeleoparden sind der Altai, das Changai-Gebirge, die Chöwsgöl-Berge, die Berge der Transaltai-Gobi sowie Charchyral und Turgen Uul. Aus dem mongolischen Teil des Sajan und dem Baikalseegebiet ist der Schneeleopard mittlerweile verschwunden. In den Changai- und Chöwsgöl-Bergen ist er sehr selten, möglicherweise schon verschwunden. In den gebirgigen Teilen der Transaltai-Gobi ist er ebenfalls nicht häufig, dürfte aber auf den meisten größeren Bergen noch vorkommen. Insgesamt deckt sich sein Vorkommen stark mit dem Sibirischen Steinbock, seinem wichtigsten Beutetier in der Mongolei. Vermutlich war der Schneeleopard in der Mongolei ebenso wie in Russland seit jeher relativ selten. Dies gilt insbesondere für die nördlichen Randgebiete des Verbreitungsgebietes. Die Katze wird in der Mongolei vor allem wegen ihres Pelzes gejagt. Gelegentlich stellt man ihr auch als Viehräuber nach. Der Schneeleopard kommt in einigen Schutzgebieten des Landes wie dem Choch-Serch-Reservat im Altai vor.[9] Weitere Reservate, in denen der Schneeleopard vorkommt, sind das Große Gobi B Schutzgebiet[35] und der Nationalpark Gobi Gurwan Saichan.[36]

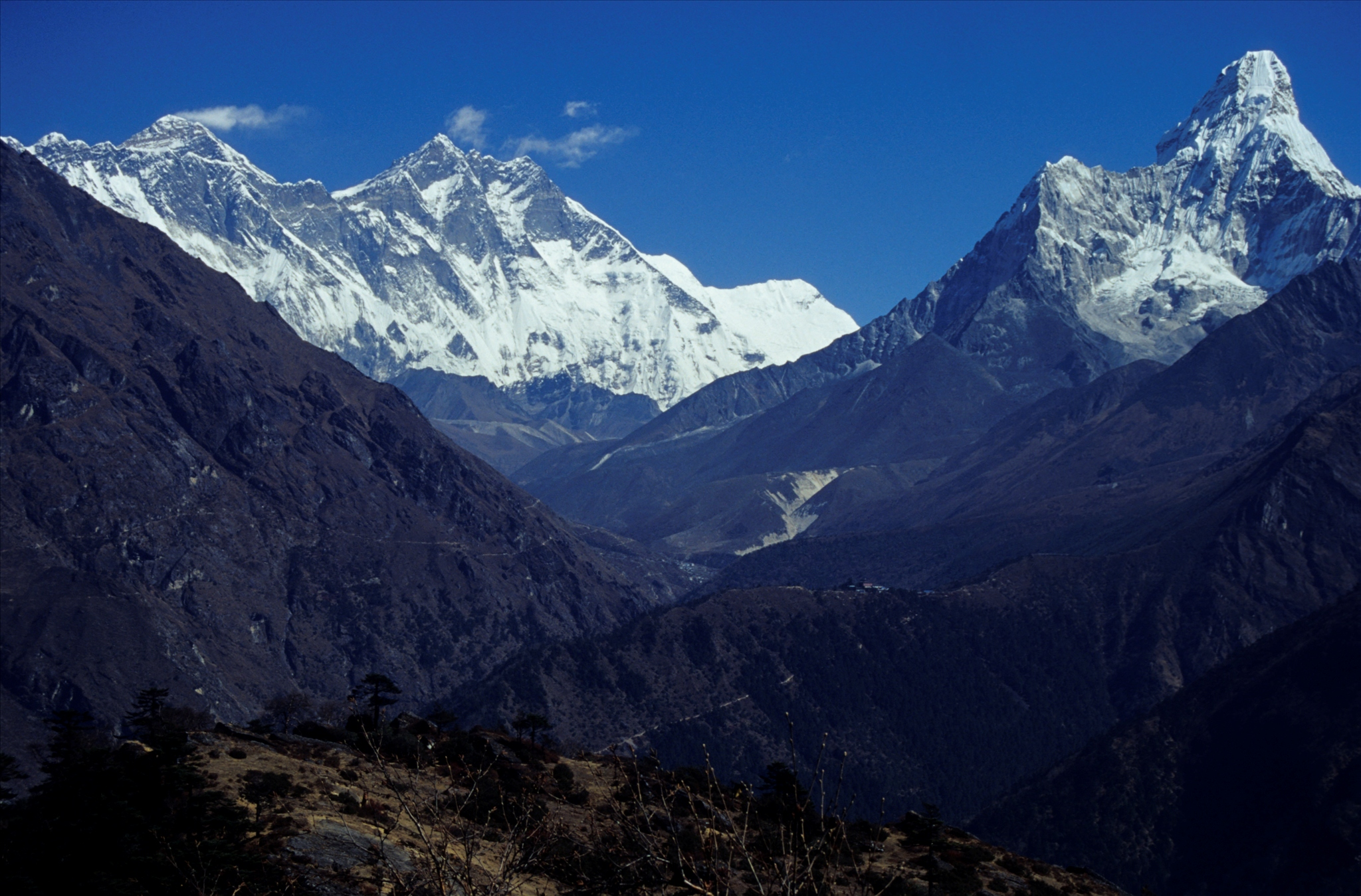
Das Everest-Gebiet zählt inzwischen auch auf nepalesischer Seite wieder zum Lebensraum des Schneeleoparden.

- In Nepal bewohnt der Schneeleopard die Gebirgsketten im Norden an der Grenze zu Tibet. Relativ hohe Bestandsdichten von mindestens fünf bis zehn Tieren pro 100 Quadratkilometer wurden in den 1980er Jahren im Gebiet des Shey-Phoksundo-Nationalparks im Nordwesten Nepals ermittelt.[15] Im Humla-Distrikt (Karnali) im Westen des Landes wird der Schneeleopard als Viehräuber verfolgt.[37] Ähnliches gilt für das Gebiet der Annapurna Conservation Area, wo um das Jahr 1990 Untersuchungen zufolge die Mehrzahl der Viehhalter eine Ausrottung des Schneeleoparden befürwortete.[14] Im Everest-Gebiet wurde der Schneeleopard auf nepalesischer Seite in den 1960er Jahren ausgerottet. Mittlerweile scheint er den Sagarmatha-Nationalpark wieder besiedelt zu haben. Dies war vor allem durch die Erholung der Bestände von Himalaya-Tahren und Gelbbauch-Moschustieren (Moschus chrysogaster) möglich.[38] Weitere Großschutzgebiete mit Schneeleopardenpopulationen sind der Makalu-Barun-Nationalpark, das Kangchendzönga-Schutzgebiet, der Langtang-Nationalpark, das Manaslu-Schutzgebiet und das Dhorpatan-Jagdreservat.[39]

- In Pakistan bewohnt der Schneeleopard ausschließlich die Gebirgsketten der nördlichen Landesteile. Die Katze kommt hier in den Distrikten Chitral, Dir, Swat und Kohistan, in Gilgit-Baltistan sowie im Muzaffarabad-Distrikt vor. Pakistan besitzt etwa 80.000 Quadratkilometer potentielles Schneeleopardenhabitat, wovon etwa 40.000 Quadratkilometer als sehr guter Lebensraum gelten. Die Art kommt in einigen Schutzgebieten des Landes, etwa im Chitral-Nationalpark und im Khunjerab-Nationalpark vor.[40] George B. Schaller schätzte die Population in Pakistan im Jahr 1976 vorsichtig auf 100 bis 250 Tiere.[41] Eine jüngere Schätzung aus dem Jahr 2003 geht von insgesamt etwa 320 bis 400 Schneeleoparden in ganz Pakistan aus. Sie basiert im Wesentlichen auf der Hochrechnung einer Schneeleoparden-Zählung der Jahre 1998 bis 2001 in der Region Baltistan, wo alleine etwa 90 bis 120 Schneeleoparden leben sollen. In dieser Region bilden Schraubenziege und Sibirischer Steinbock die wichtigsten natürlichen Beutetiere. Die Bestandsdichten dieser Huftiere liegen zum Teil bei 0,5 pro Quadratkilometer. Die größte Bedrohung in Pakistan ist die Bejagung des Schneeleoparden als Viehdieb und zur Pelzgewinnung. Derzeit scheint der Druck auf die Katze allerdings noch mäßig zu sein, da die Viehhalter der Gegend arm und schlecht organisiert sind. Ob die zunehmende Trophäenjagd, von der die lokale Bevölkerung teilweise profitiert, eine Gefahr oder eine Chance für den Schneeleoparden darstellt, ist unklar und hängt vermutlich von den entsprechenden Bedingungen ab. Hohe Bestände von natürlichen Beutetieren nützen zwar erst einmal dem Schneeleoparden, doch könnte der Jagddruck auf die Katze zunehmen, wenn die lokale Bevölkerung sie als Feind dieser Einnahmen betrachtet.[40]

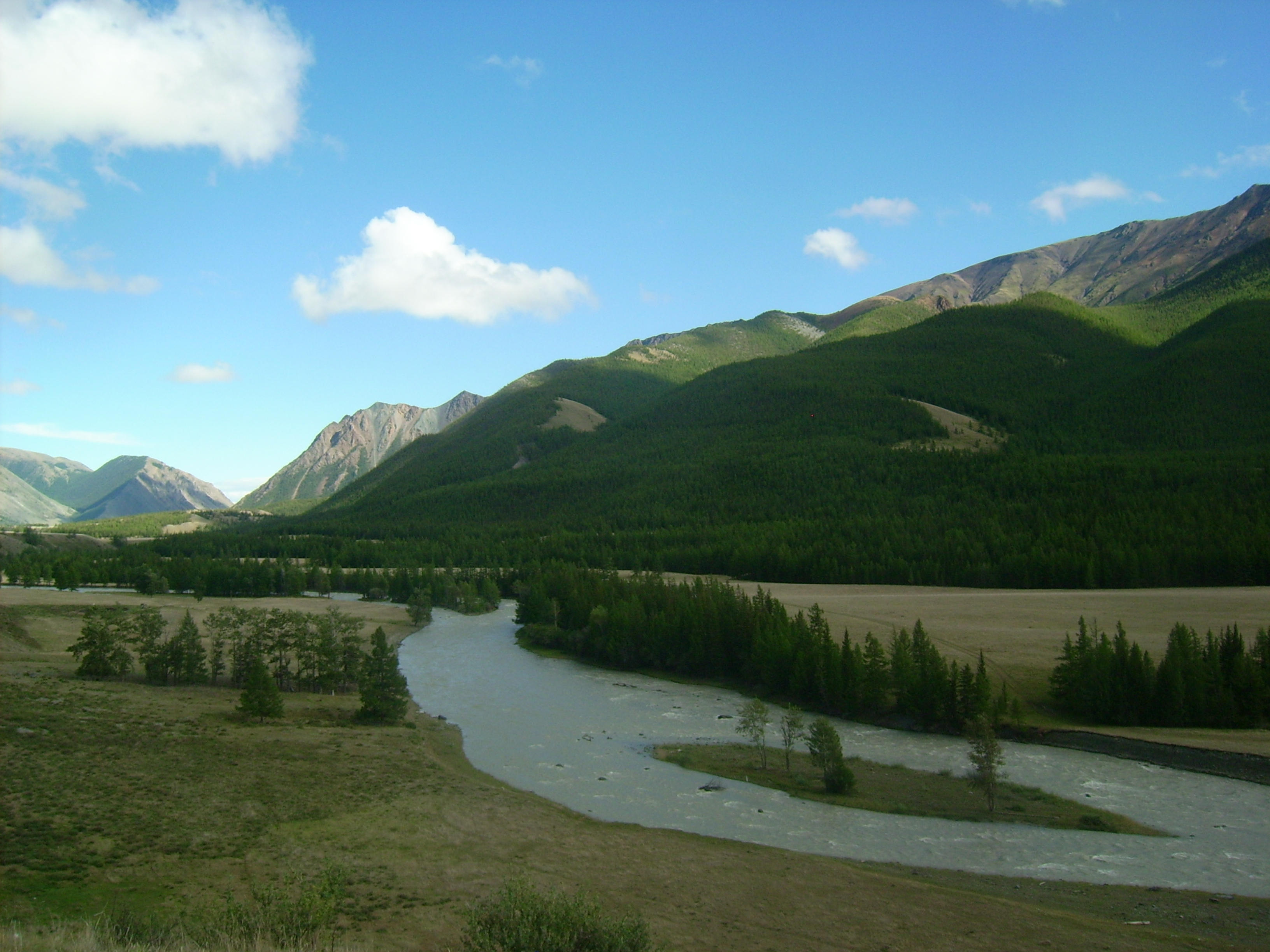
Das russische Altaigebirge zählt zu den nördlichsten Vorkommensgebieten.

- Russland beherbergt die nördlichsten Randpopulationen des Schneeleoparden. Ursprünglich erstreckte sich das Verbreitungsgebiet vom Altaigebirge im Westen bis zum Oberlauf der Lena im Baikalgebiet. Das Verbreitungsgebiet erstreckte sich im Nordosten mindestens bis ins Gebiet von Balagansk, im Südosten des großen Bratsker Stausees.[2] Am Beginn des 20. Jahrhunderts verschwand die Art aus den nördlichen und westlichen Teilen des Areals. Der Rückzug aus dem Baikal- und Transbaikalgebiet erfolgte wohl mit dem Verschwinden von Wildziegen und Wildschafen in dieser Region. Heute ist das Vorkommen auf das Altai- und Sajangebirge, einschließlich Tuwa und Tunkaberge, beschränkt. Unbestätigte Berichte deuten darauf hin, dass er noch im Süden der Tschita-Region östlich des Baikalsees vorkommt. In den 1980er Jahren wurde er darüber hinaus im Kusnezker Alatau und in den Kanskoe Belogor'e, einem nördlichen Ausläufer des Sajan südlich von Kansk, nachgewiesen. Zu den Bestandszahlen des Schneeleoparden in Russland liegen kaum handfeste Daten vor. Alle Angaben basieren lediglich auf groben Schätzungen. Man vermutet, dass etwa 150 bis 200 Schneeleoparden in Russland leben, von denen etwa 30 bis 40 Tiere im Tschuja- und Katungebiet vorkommen.[42] Eine Studie, die mit Hilfe von Kamerafallen und Spuren-Analysen im westlichen Sajangebirge zwischen Januar und März 2008 durchgeführt wurde, kam zum Ergebnis, dass ein etwa 120 Quadratkilometer großes Areal im Bereich des Sajano-Schuschensker Reservates von insgesamt sechs Schneeleoparden aufgesucht wurde. Zu dieser Jahreszeit bewohnen die Tiere hier vor allem steile Süd- und Osthänge zwischen 540 und 1200 Meter über dem Meeresspiegel.[43] Das Schutzgebiet beherbergt etwa 15 Schneeleoparden und ist eines der Schlüssel-Schutzgebiete für den Schneeleoparden im Sajangebirge.[42] Die Lebensräume im russischen Altai werden durch das Altai-Schutzgebiet und das Katun-Schutzgebiet geschützt.

- Über die Bestandsverhältnisse in Tadschikistan ist wenig bekannt. Unterschiedliche Schätzungen gehen von 200 bis 300 beziehungsweise 80 bis 100 Exemplaren aus. Zum Verbreitungsgebiet sollen das Pamir-Gebiet in Berg-Badachschan sowie das Serafschan-, Gissar- und Karategin-Gebiet im Nordwesten des Landes zählen.[32]

- Die Vorkommen in Usbekistan liegen an der Westgrenze des Gesamtverbreitungsgebietes und befinden sich im westlichen Tienshan und Pamir-Alai, etwa dem Gissar-Naturschutzgebiet. Man geht von nur etwa 20 bis 50 Tieren in Usbekistan aus.[44]

### Bestand in Gefangenschaft
Etwa 580 Schneeleoparden leben in Zoologischen Gärten und ähnlichen Einrichtungen (Stand 1994). In Gefangenschaft wird regelmäßig Nachwuchs großgezogen. Statt der durchschnittlichen Wurfgröße von zwei bis drei sind hier vereinzelt bis zu sieben Jungtiere zur Welt gekommen.

## Evolution und Systematik

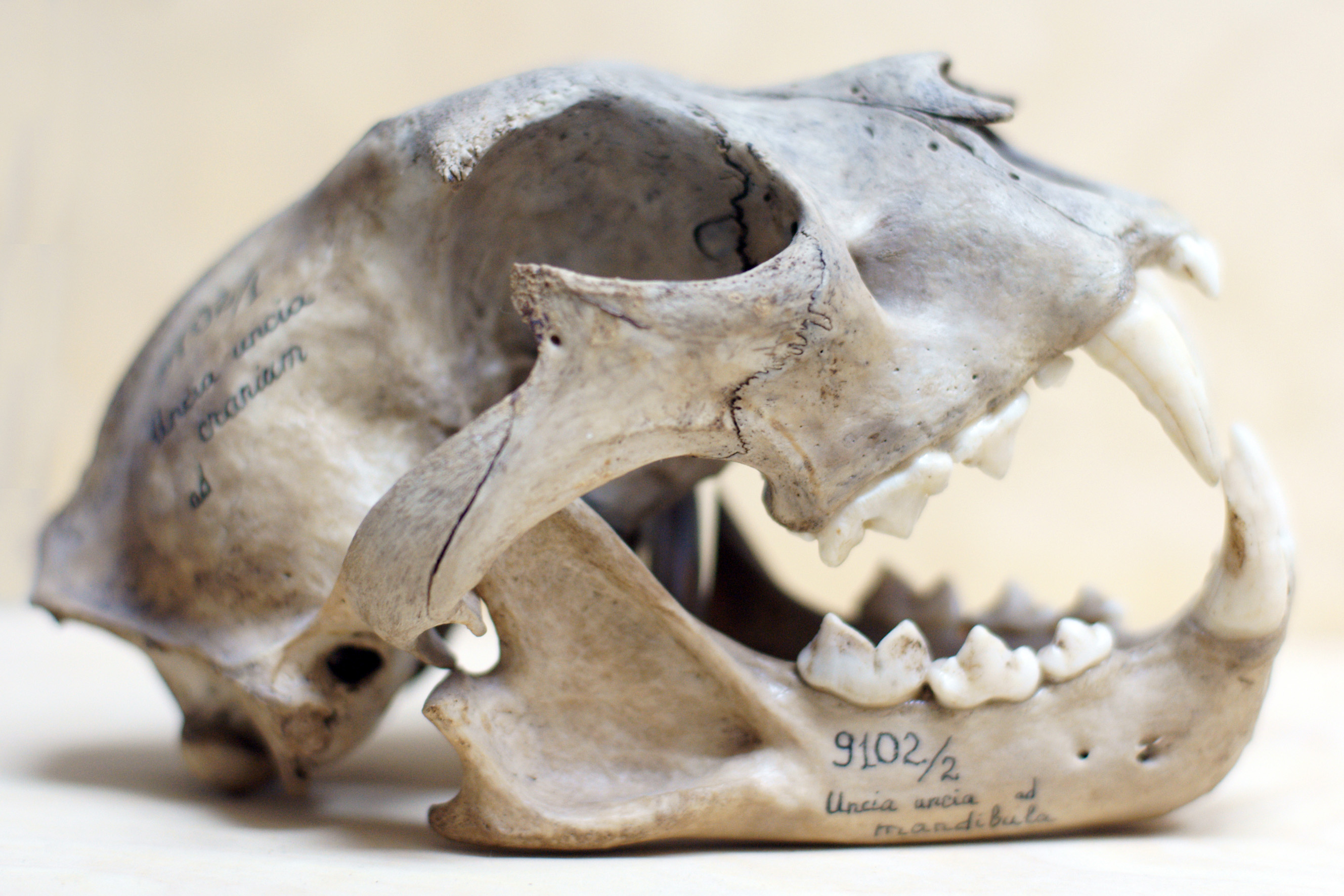
Der Schädel des Schneeleoparden ist durch eine relativ kurze Schnauze gekennzeichnet.

Der Schneeleopard zählt zu den Großkatzen (Pantherinae), hat aber in einigen Merkmalen eine Sonderstellung inne. Obwohl er wie Löwe, Jaguar, Leopard und Tiger ein unverknöchertes, elastisches Zungenbein besitzt, das früher mit der Fähigkeit zum Brüllen in Verbindung gebracht wurde, brüllt der Schneeleopard nicht. Neuere Studien zeigen, dass die Fähigkeit zum Brüllen vor allem mit der speziellen Morphologie des Kehlkopfs zusammenhängt. Der Schneeleopard besitzt diese Kehlkopf-Morphologie genauso wenig wie Kleinkatzen. Aufgrund dieser anatomischen Besonderheit ist er die einzige Großkatze, die in der Lage ist, wie Hauskatzen zu schnurren. Eine weitere Eigenschaft unterscheidet ihn von den vier genannten Arten: Er verzehrt seine Beute in Hockstellung, wie Kleinkatzen es tun, und nicht wie typische Großkatzen im Liegen. Darüber hinaus ist der Schädel durch eine kurze Schnauze und eine hohe Stirn gekennzeichnet.
Ursprünglich wurde der Schneeleopard bereits zur Gattung Panthera gestellt, zwischenzeitlich aber aufgrund der genannten Besonderheiten der separaten Gattung Uncia zugeordnet. Neuere molekulargenetische Untersuchungen zeigen jedoch, dass er tatsächlich zur Gattung Panthera gehört. Innerhalb der Gattung Panthera ist die systematische Stellung allerdings noch nicht völlig geklärt. Genetische Analysen lieferten lange keine einheitlichen Interpretationen, da die Gattung Panthera sich erst vor wenigen Millionen Jahren, und offenbar in relativ kurzer Zeit, in verschiedene Arten aufgespalten hat. Analysen von mehreren mitochondrialen Genen in verschiedenen Studien deuteten zuerst darauf hin, dass der Schneeleopard an der Basis der Gattung steht, sich die anderen Arten also erst nach Abspaltung des Schneeleoparden auseinander entwickelten. Andere Studien mitochondrialer DNA stellten den Schneeleoparden dagegen als Schwesterart neben den Tiger. Unter Hinzunahme weiterer mitochondrialer Gene sowie Zellkern-DNA wurde als Schwesterart eher der Leopard vermutet. Eine weitere Studie, bei der das gesamte mitochondriale Genom des Schneeleoparden entschlüsselt wurde, kam schließlich zum Ergebnis, dass er am wahrscheinlichsten eine Schwesterart des Löwen darstellt. Dieses Ergebnis wurde von einer weiteren jüngeren Studie bestätigt, in welcher die gesamte mitochondriale DNA-Sequenz bei der Analyse des Verwandtschaftsgrads berücksichtigt wurde.
Ein Kladogramm der rezenten Großkatzen sähe demnach folgendermaßen aus:
|  | Leopard (Panthera pardus)                                                              |
|  |                                                                                        |
|  | \| \| Löwe (Panthera leo) \| \| \| \| \| \| Schneeleopard (Panthera uncia) \| \| \| \| |
|  |                                                                                        |
|  | Löwe (Panthera leo)                                                                    |
|  |                                                                                        |
|  | Schneeleopard (Panthera uncia)                                                         |
|  |                                                                                        |

|  | Löwe (Panthera leo)            |
|  |                                |
|  | Schneeleopard (Panthera uncia) |
|  |                                |

|  | Leopard (Panthera pardus)                                                              |
|  |                                                                                        |
|  | \| \| Löwe (Panthera leo) \| \| \| \| \| \| Schneeleopard (Panthera uncia) \| \| \| \| |
|  |                                                                                        |
|  | Löwe (Panthera leo)                                                                    |
|  |                                                                                        |
|  | Schneeleopard (Panthera uncia)                                                         |
|  |                                                                                        |

|  | Löwe (Panthera leo)            |
|  |                                |
|  | Schneeleopard (Panthera uncia) |
|  |                                |

|  | Leopard (Panthera pardus)                                                              |
|  |                                                                                        |
|  | \| \| Löwe (Panthera leo) \| \| \| \| \| \| Schneeleopard (Panthera uncia) \| \| \| \| |
|  |                                                                                        |
|  | Löwe (Panthera leo)                                                                    |
|  |                                                                                        |
|  | Schneeleopard (Panthera uncia)                                                         |
|  |                                                                                        |

|  | Löwe (Panthera leo)            |
|  |                                |
|  | Schneeleopard (Panthera uncia) |
|  |                                |

|  | Leopard (Panthera pardus)                                                              |
|  |                                                                                        |
|  | \| \| Löwe (Panthera leo) \| \| \| \| \| \| Schneeleopard (Panthera uncia) \| \| \| \| |
|  |                                                                                        |
|  | Löwe (Panthera leo)                                                                    |
|  |                                                                                        |
|  | Schneeleopard (Panthera uncia)                                                         |
|  |                                                                                        |

|  | Löwe (Panthera leo)            |
|  |                                |
|  | Schneeleopard (Panthera uncia) |
|  |                                |

|  | Leopard (Panthera pardus)                                                              |
|  |                                                                                        |
|  | \| \| Löwe (Panthera leo) \| \| \| \| \| \| Schneeleopard (Panthera uncia) \| \| \| \| |
|  |                                                                                        |
|  | Löwe (Panthera leo)                                                                    |
|  |                                                                                        |
|  | Schneeleopard (Panthera uncia)                                                         |
|  |                                                                                        |

|  | Löwe (Panthera leo)            |
|  |                                |
|  | Schneeleopard (Panthera uncia) |
|  |                                |

|  | Leopard (Panthera pardus)                                                              |
|  |                                                                                        |
|  | \| \| Löwe (Panthera leo) \| \| \| \| \| \| Schneeleopard (Panthera uncia) \| \| \| \| |
|  |                                                                                        |
|  | Löwe (Panthera leo)                                                                    |
|  |                                                                                        |
|  | Schneeleopard (Panthera uncia)                                                         |
|  |                                                                                        |

|  | Löwe (Panthera leo)            |
|  |                                |
|  | Schneeleopard (Panthera uncia) |
|  |                                |

|  | Leopard (Panthera pardus)                                                              |
|  |                                                                                        |
|  | \| \| Löwe (Panthera leo) \| \| \| \| \| \| Schneeleopard (Panthera uncia) \| \| \| \| |
|  |                                                                                        |
|  | Löwe (Panthera leo)                                                                    |
|  |                                                                                        |
|  | Schneeleopard (Panthera uncia)                                                         |
|  |                                                                                        |

|  | Löwe (Panthera leo)            |
|  |                                |
|  | Schneeleopard (Panthera uncia) |
|  |                                |

|  | Leopard (Panthera pardus)                                                              |
|  |                                                                                        |
|  | \| \| Löwe (Panthera leo) \| \| \| \| \| \| Schneeleopard (Panthera uncia) \| \| \| \| |
|  |                                                                                        |
|  | Löwe (Panthera leo)                                                                    |
|  |                                                                                        |
|  | Schneeleopard (Panthera uncia)                                                         |
|  |                                                                                        |

|  | Löwe (Panthera leo)            |
|  |                                |
|  | Schneeleopard (Panthera uncia) |
|  |                                |

Die genetischen Befunde deuten darauf hin, dass sich die Linie des Schneeleoparden vor etwa vier bis fünf Millionen Jahren von der Löwen-Linie getrennt hat. Um diese Zeit fand eine starke Hebung des nordwestlichen Hochlands von Tibet statt. Vermutlich erreichten die Vorfahren des Schneeleoparden damals erstmals diese alpinen Gebiete und passten sich langsam den Gegebenheiten an. Die wichtigsten Schritte zur Artbildung des Schneeleoparden dürften aber vor etwa 1,7 Millionen Jahren stattgefunden haben, als das tibetische Hochland sein heutiges Niveau nahezu erreicht hatte.
Bis vor kurzem waren vom Schneeleoparden nur wenige Fossilfunde aus dem späten Pleistozän bekannt, die aus dem Altai-Gebirge an der Westgrenze der Mongolei stammen. Doch neuere Funde aus den Siwaliks in Nordpakistan zeigen, dass die Katze hier wahrscheinlich vor 1,2 bis 1,4 Millionen Jahren verbreitet war. 
Im mittleren und späten Pleistozän kamen Schneeleoparden auch in Europa vor. Fossilien europäischer Schneeleoparden fand man in Portugal und in der Höhle von Arago im südfranzösischen Département Pyrénées-Orientales. Sie wurden Anfang 2025 als eigenständige Unterart beschrieben und erhielten die wissenschaftliche Bezeichnung Panthera uncia lusitana.
Schneeleoparden sehen sich in ihrem gesamten Verbreitungsgebiet sehr ähnlich. Tiere des Himalaya unterscheiden sich optisch kaum von Tieren des Altaigebirges. Auf der Grundlage der aberranten Fellfärbung weniger Einzelindividuen wurden dennoch bis zu drei Unterarten vorgeschlagen: Panthera uncia schneideri (Exemplar aus Sikkim), Panthera uncia uncioides (Fell aus Nepal) und Panthera uncia uncia. Das Handbook of the Mammals of the World unterscheidet P. u. uncia aus Russland, der Mongolei und Zentralasien sowie P. u. uncioides aus West-China und dem Himalayagebiet. Genetische Untersuchungen zu den umstrittenen Unterarten wurden bisher nicht durchgeführt.

## Der Schneeleopard in der Kultur

Das Wappen der kasachischen Stadt Almaty

Dem Schneeleoparden wird als charismatischem Tier in der Regel weltweit große Sympathie entgegengebracht. Seine Scheu und Seltenheit tragen zu einer gewissen Mystifizierung bei. Sein kirgisischer Titel „Geist der Berge“ wird beispielsweise von westlichen Naturschutzorganisationen gebraucht. Bei den Viehzüchtern seiner Heimatländer gilt er dagegen häufig als Schädling.
Der Schneeleopard ist ein nationales Symbol für Tataren und Kasachen. Im Wappen der Städte Almaty (Kasachstan), Samarkand (Usbekistan) und Bischkek (Kirgistan) befindet sich jeweils ein Schneeleopard, der manchmal geflügelt ist. Die ehemalige 10.000-Tenge-Banknote (kasachische Währung) war von einem Schneeleoparden geziert. Das Staatswappen Tatarstans und Chakassiens zeigt einen stilisierten, geflügelten Schneeleoparden. Daneben ziert der Schneeleopard das Logo der Eishockeyklubs Ak Bars Kasan und Barys Astana, da die Namen dieser Klubs als „Schneeleopard Kasan“ und „Schneeleopard Astana“ übersetzt werden können.
Der Schneeleopard-Orden stammt aus Sowjet-Zeiten und wird heute noch durch die GUS-Staaten an Bergsteiger verliehen, die alle fünf Siebentausendergipfel in den Nachfolgestaaten der Sowjetunion erfolgreich bestiegen haben.
Eine Version des Betriebssystems der Firma Apple trägt die Bezeichnung Snow Leopard, die englische Bezeichnung für Schneeleopard: Mac OS X Snow Leopard 10.6.

## Angriffe auf Menschen
Angriffe auf Menschen wurden bisher kaum bekannt. Die einzigen zwei in der Literatur angegebenen Fälle ereigneten sich in der Nähe von Almaty. Ein tollwütiges Tier griff hier am 12. Juli 1940 zwei Männer an und verletzte sie schwer, bevor es getötet wurde. Ein anderes, sehr altes Tier griff ebenfalls im Raum Almaty einen Menschen an, wurde aber mit einem Knüppel außer Gefecht gesetzt und getötet.

## Film
- Der Schneeleopard (Originaltitel: La panthère des neiges), französischer Dokumentarfilm der Regisseurin Marie Amiguet und des Tierfotografen Vincent Murnier über die Suche nach dem Schneeleoparden, Filmstart in den deutschen Kinos am 10. März 2022.